# محوطه آباده
محوطه آباده مربوط به دوران‌های تاریخی پس از اسلام است و در سی سخت، غرب شهر، دو طرف جاده سی سخت به توت نده واقع شده و این اثر در تاریخ ۲۴ فروردین ۱۳۸۲ با شمارهٔ ثبت ۸۲۹۴ به‌عنوان یکی از آثار ملی ایران به ثبت رسیده است.